# Victor Costa (pintor)
Victor Costa (Urgezes, Guimarães, 1944 —) é um pintor e professor português.

## Biografia / Obra
Curso Complementar de pintura da Escola Superior de Belas-Artes do Porto (1972-77). Foi bolseiro da Fundação Calouste Gulbenkian. Foi professor na Faculdade de Belas-Artes da Universidade do Porto, tendo-se reformado, como Professor Associado, em 2005.
Membro do Conselho Científico da Rede de Museus da Câmara Municipal de Santa Maria da Feira. Diretor do Centro de Arte de S. João da Madeira e Membro do Conselho de Administração do Lugar do Desenho – Fundação Júlio Resende.
Participou em inúmeras exposições coletivas, nacionais e internacionais. Recebeu o Prémio da Fundação António José de Almeida (1977). Está representado em coleções públicas e privadas, entre as quais: BES (Banco Espírito Santo e Comercial de Lisboa); Caixa Geral de Depósitos; Bolsa de Valores – Lisboa e Porto; BCP (Banco Comercial Português); Faculdade de Belas Artes da Universidade do Porto; Câmara Municipal de S. João da Madeira; Centro Cultural de Macau, Macau; Fundação Oriente; Banco Bausparkasse Schwäbisch – Hall, Bonn, Alemanha.
Marcadamente expressionista, a pintura de Victor Costa percorreu caminhos abstratos para depois articular, num mesmo espaço, a mancha ou o rabisco gestual com formas geométricas ou com a evocação de objetos, de formas naturais, de fragmentos do corpo humano. No passado a sua pintura viveu de sinais, de marcas, "vestígios e referências trazidas de longas viagens pelo mundo";  em obras mais recentes tem trilhado novas vias, procurando as suas referências "em ambientes de periferia urbana e em núcleos industriais onde é visível uma aproximação ao objeto industrial".
"O anterior universo pictural de Victor Costa, um rio de fluidos e de sinais, foi invadido [nos trabalhos recentes] por estruturas aparentemente mais rígidas que ao mesmo tempo organizam e entram em confronto com esse universo anterior". Fora das polémicas abstracto versus figurativo, "há muito obsoletas", Victor Costa parece encenar uma dupla e contraditória necessidade: "a de organizar e construir o espaço e a de se deixar guiar pela pintura".

## Algumas exposições individuais

Sem título (tríptico), 2006, acrílico sobre tela, 110 x 330 cm

- 1982/1984/1985/1987 – Módulo – Centro Difusor de Arte, Lisboa e Porto.
- 1983 – Convívio, Guimarães.
- 1990 – Galeria JM / Gomes Alves.
- 1993 – Módulo – Centro Difusor de Arte, Porto.
- 1997 – Casa da Cultura, Estarreja.
- 1998 – Cooperativa Árvore, Porto.
- 2001 – Centro Multimeios, Espinho.
- 2001 – Casa da Cultura de Fafe.
- 2002 – Palacete Viscondes de Balsemão, Porto.
- 2002 – Pintura e Desenho, Galeria J. Gomes Alves, Guimarães.
- 2004 – Imagens do Tempo, Igreja de S. Vicente, Évora.
- 2006 – Travelling, Lugar do Desenho / Fundação Júlio Resende.
- 2007 – Victor Costa: trabalhos Recentes, Galeria de Exposições dos Paços da Cultura de S. João da Madeira.
- 2009 – Geometrias Abertas, Auditório Municipal de Gondomar.
- 2010 – O Teorema da Cor, Centro Cultural de Cascais.[6]